# Penny Smith
Pour les articles homonymes, voir Smith.
Penny Smith est une tireuse sportive australienne née le 21 avril 1995 à Geelong, dans le Victoria. Elle a remporté la médaille de bronze de la fosse olympique féminine aux Jeux olympiques d'été de 2024, organisés à Paris.